# Kasséré
Kasséré est une ville de la région du Bagoué, district des savanes, située au nord de la Côte d'Ivoire, dans le département de Boundiali dont elle est l'une des sous-préfectures, avec Kouto, Ganaoni, Gbon, Kolia, Sianhala et Siempurgo. Elle se situe dans la Région des savanes.
La population y est constituée de Sénoufos, de Malinkés et de Peuls sédentarisés.

## Administration
| Date d'élection | Identité           | Parti    | Qualité         | Statut |
| --------------- | ------------------ | -------- | --------------- | ------ |
| 1980            |                    | PDCI-RDA | Homme politique | élu    |
| 1983            |                    | PDCI-RDA | Homme politique | élu    |
| 1985            | Ouattara Sindou    | PDCI-RDA | Homme politique | élu    |
| 1990            | Ouattara Sori      | PDCI-RDA | Homme politique | élu    |
| 1995            | Ouattara Tenebiena | PDCI-RDA | Homme politique | élu    |
| 2001            | feu Ouattara Zana  | RDR      | Homme politique | élu    |

## Représentation politique
| Date d'élection | Identité     | Parti    | Qualité              | Statut |
| --------------- | ------------ | -------- | -------------------- | ------ |
| 2001            | Drissa Ballo | PDCI RDA | Fondateur de collège | élu    |

## Éducation
Kasséré, ville à 04 écoles primaires et une école franco-arabe. Les 17 villages de la sous préfecture de Kasséré possèdent chacun une école primaire. Un collège municipal construit en 1987 et 1988. Il a ouvert ses portes pour la rentrée 1988-1989 en accueillant des élèves venant d'horizons divers : Ouangolo, Diawala, Mbengué, Niellé, Kolia.

## Économie
La sous-préfecture de kasséré est une zone de grande production de coton. On y cultive aussi de l'arachide, du maïs, de l'igname, des mangues et de l'anacardier en plein essor. Cette zone est très propice pour l’élevage des ovins et des bovins.